# یادگیری خدمت‌محور

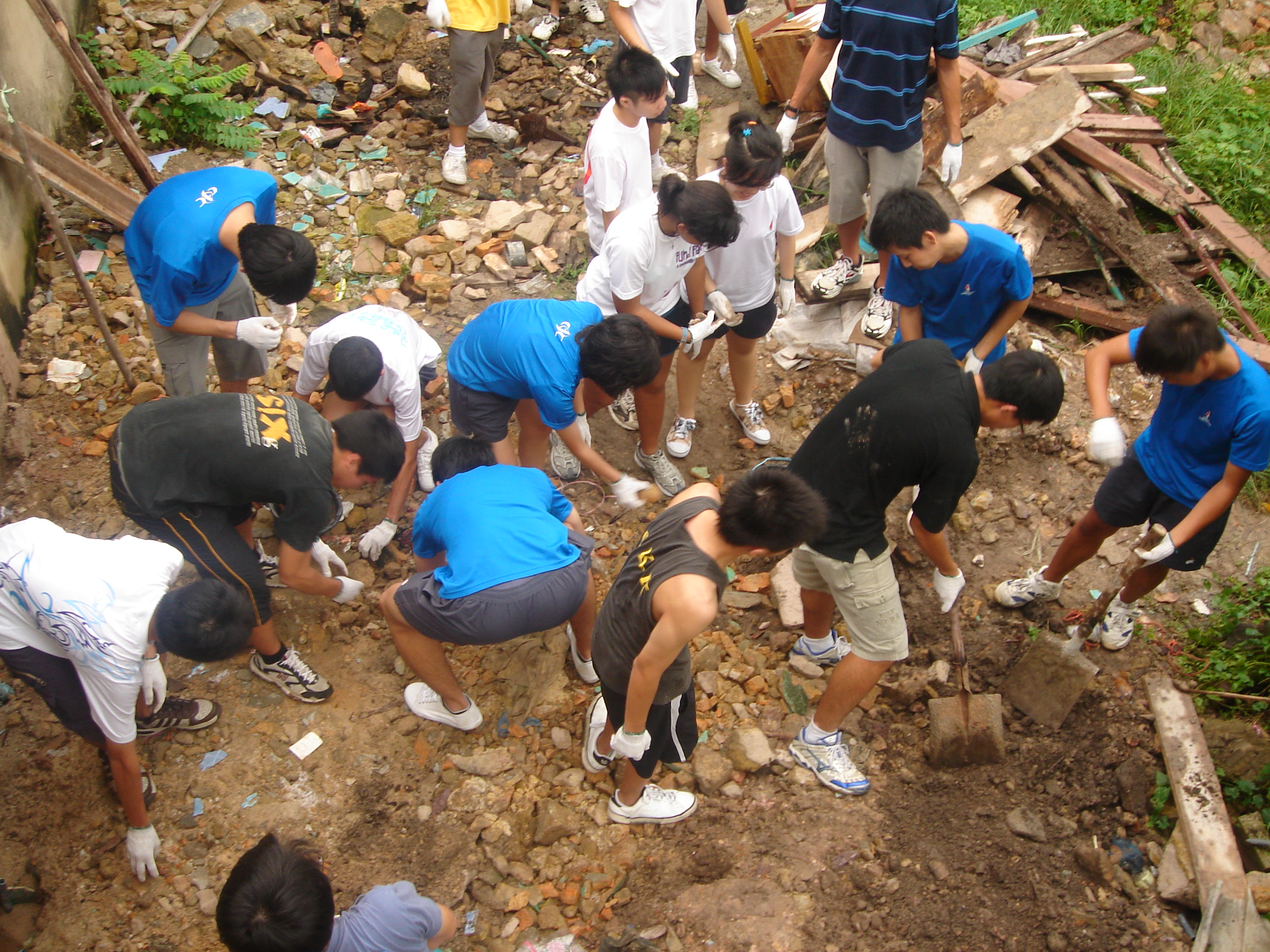
نمونه‌ای از پروژه یادگیری خدمت‌محور

یادگیری خدمت‌محور یک روش آموزشی و یادگیری است که فعالیت و خدمت اجتماعی معنادار را با تدریس و تفکر و بازاندیشی ترکیب می‌کند و سبب تجربه یادگیری غنی‌تر، یادگیری مسئولیت مدنی و اجتماعی، و تقویت محله‌ها و جوامع می‌شود. در این روش، دانش‌آموزان – از کودکستان گرفته تا دانشگاه – آنچه را که در کلاس‌های درس می‌آموزند برای حل مسائل زندگی واقعی به کار می‌گیرند. آن‌ها نه تنها کاربردهای عملی دروس‌شان را یادمی‌گیرند، بلکه با انجام خدمات اجتماعی و محلی تبدیل به شهروندانی فعال و تأثیرگذار می‌شوند.
یادگیری خدمت‌محور می‌تواند در زمینه‌های متعددی به کار گرفته شود، از جمله در مدارس، دانشگاه‌ها و مراکز و سازمان‌ها محلی و مذهبی. این روش می‌تواند گروهی از دانش‌آموزان، یک کلاس، یا تمام مدرسه را شامل شود. دانش‌آموزان در این روش شخصیتشان را می‌سازند و در همکاری با دیگران در مدرسه و محله‌شان مشارکتی فعال در خلق پروژه‌های خدماتی در زمینه‌هایی مثل آموزش و محیط زیست پیدا می‌کنند.
طرفداران این روش معتقدند که یادگیری خدمت‌محور باعث افزایش مشارکت جوانان در جامعه می‌شود چرا که تجربه این نوع یادگیری نه تنها احساس مسئولیت را در دانش‌آموزان تقویت می‌کند، بلکه به آن‌ها نشان می‌دهد که تا چه اندازه می‌توانند در سرنوشت خود و دیگران تأثیرگذار باشند.
در یادگیری از راه خدمت یادگیرندگان (دانش‌آموزان) باید مشکلات اطراف خود را (در خانه، مدرسه، محله، شهر، کشور) شناسایی کنند و فهرستی از آن‌ها تهیه کنند. یاددهندگان (معلمان) باید به عنوان تسهیل‌گر کنار یادگیرندگان باشند. مشکلات مطرح‌شده توسط بچه‌ها بایستی در کارگروهی متشکل از کلیه معلمان مدرسه مطرح شده و بررسی شود که حل این مشکلات چه مواردی از موضوعات درسی را پوشش می‌دهد. این بخش از یادگیری از راه خدمت پیوند با موضوعات درسی نامیده می‌شود. بعد از این جلسه، بایستی یکی از مهم‌ترین مشکلات با مشورت و تصمیم یادگیرندگان انتخاب و برای حل آن فکری شود. در واقع در این مرحله موضوعات درسی با مشکلات واقعی جامعه پیوند می‌خورند. بچه‌ها تلاش می‌کنند راه‌حل‌های موجود را برای حل مشکل بررسی کنند. البته که ممکن است راه‌حل‌های جدید به ذهن برسد. این روش به تقویت کار گروهی، افزایش خلاقیت و ایجاد اعتماد به نفس بچه‌ها کمک می‌کند. به مرور زمان بچه‌ها باید خدمتی که قرار است به گروه خدمت‌گیرنده دهند را درک کنند. به‌طور ساده بچه‌ها باید با گروهی که دچار مشکل هستند در تعامل باشند. خیلی اوقات بچه‌ها تصوراتی دارند که شاید هیچ‌گاه وجود عینی و واقعی نداشته باشد. در مسیر تعامل باید همه جوانب در نظر گرفته شود. به عنوان مثال ممکن است ما در مورد کودکان سرطانی نگاهی داشته باشیم که هیچ‌گاه با واقعیت آن‌ها یکسان نباشد. این مرحله از یادگیری از راه خدمت معناداری خدمت نامیده می‌شود. در واقع خدمت بایستی برای یادگیرندگان، یاددهندگان، والدین، گروه دریافت‌کننده خدمت و تمام افرادی که در این پروژه شرکت می‌کنند معنادار باشد. اما نکته مهم دیگر در یادگیری از راه خدمت بازاندیشی است. در هر مرحله از اجرای کار باید بازاندیشی صورت گیرد. این مرحله با استفاده از سوالاتی از خود صورت می‌گیرد. به عنوان مثال می‌توانیم بپرسیم که چرا و به چه هدفی این کار را انجام داده‌ایم، آیا راهکار بهتری برای انجام کارها تا این مرحله نبوده‌است.
یکی از ایرادات وارده به این روش این است که تعریف مشخصی ندارد و دقیقاً نمی‌توان فهمید چه نوع فعالیت‌هایی زیرمجموعه این روش هستند.
در ایران، تعداد محدودی از مدارس (من‌جمله دبیرستان مفید و دبیرستان روزبه) با معرفی و پیاده‌سازی پروژه‌های جهادی قدم‌های اولیه‌ای در این زمینه برداشته‌اند. این اقدامات، با وجود کم بودن تعدادشان، می‌تواند الگویی برای گسترش و پیشرفت این روش آموزشی در ایران باشد. لازم است ذکر شود که به نظر می‌رسد در حال حاضر بیشتر این فعالیت‌ها بر بخش خدمت متمرکز هستند و اهداف آموزشی مرتبط در انجام این پروژه‌ها کمتر پیگیری شود.

## ویژگی‌های یادگیری خدمت محور
بر اساس تعریف مؤسسه یادگیری خدمت محور در آمریکا، تجربه‌های یادگیری خدمت‌محور واقعی، با وجود تنوع نا محدودشان، ویژگی‌های مشترکی دارند:
- آن‌ها برای شرکت کنندگان مثبت، معنا دار، و واقعی هستند
- آن‌ها به جای تجربه‌های رقابتی شامل تجربه‌های مشارکتی هستند و در نتیجه مهارت‌های مربوط به کار گروهی، مشارکت اجتماعی و شهروندی را بهبود می‌بخشند.
- آن‌ها مسائل پیچیده را در موقعیتهای پیچیده هدف قرار می‌دهند نه مسائل ساده شده را به صورت منفرد.
- چون شرکت کنندگان در این فعالیت‌ها باید دربارهٔ زمینه به‌خصوص خدمت و چالش محلی مورد نظر اطلاعات کسب کنند، فرصتی پیدا می‌کنند که درگیر حل مسئله واقعی‌شان؛ به جای اینکه صرفاً به دانسته‌های کلی و انتزاعی که از کتاب‌های درسی به دست می‌آید بسنده کنند. در نتیجه، یادگیری خدمت‌محور فرصت‌های مناسبی را برای کسب عادتهای تفکر انتقادی فراهم می‌آورد. برای مثال توانایی مشخص کردن مهم‌ترین سؤال‌ها در یک موقعیت واقعی.
- فعالیت‌های یادگیری خدمت‌محور سبب یادگیری عمیق تر می‌شوند چرا که نتایجشان سریع و بداهه هستند.
- در نتیجه این سرعت تجربه، یادگیری در خدمت با احتمال بالاتری برای شرکت‌کنندگان معنا و مفهوم شخصی دارد و منجر به احساسی شدن ایده‌ها و ارزش‌های آن‌ها را با چالش می‌کشد و در نتیجه به رشد و یادگیری اجتماعی، احساسی و شناختی را به وجود می‌آورد.

و اما یادگیری در خدمت چه چیزهایی نیست:
- یک برنامه داوطلبانه هرازگاهی؛
- یک قسمت اضافه شده به یک برنامه درسی ازپیش طراحی‌شده؛
- خدمت اجباری که از آن به عنوان تنبیه در مدرسه استفاده می‌شود؛
- فقط مخصوص دانش‌آموزان دبیرستانی و دانشگاهی؛
- یک طرفه: فعالیتی که فقط به دانش آموزان یا فقط به اجتماع سود برساند.

شورای ملی رهبری جوانان در آمریکا یادگیری خدمت‌محور را با ۸ ویژگی اساسی آن تعریف می‌کند:
- خدمت معنادار :یادگیری خدمت محور شرکت‌کنندگان را فعالانه درگیر فعالیت‌های معنادار که شخصاً به زندگیشان ربط دارد می‌کند. پروژه‌های یادگیری خدمت‌محور بهترین کارایی را وقتی دارند که با سن و توانایی‌های رشدی شرکت‌کنندگان هماهنگ باشند، شامل فعالیت‌های جالب و جذاب باشند، زمینه‌های زیربنایی مسائل اجتماعی را که پروژه خدمت به آن می‌پردازد بررسی کنند، و به نیازهای مهم محله و اجتماعی که خدمت در آن انجام می‌شود بپردازند.
- ارتباط با برنامه درسی: یادگیری خدمت‌محور مؤثر یک بخش جدا نشدنی از فرایند یادگیری است که اهداف مشخصی در راستای برنامه درسی مدرسه یا اهداف برنامه‌های فوق برنامه دارد. یادگیری تجربی و کاربردی است و فهم دانش آموزان را از مطالب، چگونگی استفاده از آن، و علت اهمیت آن قوی می‌کند.
- تفکر: در طول این فرایند تفکر و بازاندیشی کلید رشد و فهم است. افراد جوان تفکر انتقادی و خلاقشان را به کار می‌گیرند تا مطمئن شوند که یادگیری برایشان مفهوم دارد و قابل فهم است. فعالیت‌های تفکر و بازاندیشی باید در آغاز، در میانه، و در پایان تجربه خدمت انجام شود تا مشخص شود دانش‌آموزان در کجای فرایند یادگیری قرار دارند، به آن‌ها کمک کند که یادگیری را درونی کنند، و فرصتی را برای آن‌ها فراهم کند تا نگرانی‌هایشان را ابراز کنند، احساساتشان را در میان گذارند، و پروژه را ارزیابی کنند.
- تنوع: یادگیری خدمت‌محور باعث بهبود فهم دانش آموزان از انواع تنوع و تفاوت می‌شود و احترام متقابل را بین شرکت کنندگان پرورش می‌دهد. از این طریق مهارت‌های ارتباطی شرکت‌کنندگان در تصمیم‌گیری گروهی و حل اختلاف رشد می‌کند. دانش‌آموزان یادمی‌گیرند که دیدگاه‌های مختلف را بشناسند و تحلیل کنند تا فهم بهتری از چندگانگی دیدگاه‌ها به‌دست بیاورند.
- صدای جوانان: جوانان همراهان فعال یک پروژه یادگیری خدمت‌محور هستند که صدای قوی در شناسایی نیازهای محله و اجتماع و برنامه‌ریزی فعالیت‌های خدمت دارند. آن‌ها همچنین نقش فعالی در ارزیابی پروژه و تأثیر آن روی محله و اجتماع بازی می‌کنند. این احساس مالکیت پروژه را بین آن‌ها پرورش می‌دهد که در نتیجه باعث قدرتمند شدن آن‌ها در به‌دست گرفتن یادگیریشان و پرورش مهارت‌های رهبری شان می‌شود. آن‌ها همچنین جای خود را به عنوان اعضا ارزشمند و تصمیم‌گیرنده در محله و اجتماع پیدا می‌کنند.
- همکاری‌ها: یادگیری خدمت‌محور همکاری‌های دراز مدت بین جوانان و محله و اجتماع می‌سازد. این همکاری‌ها علاوه بر دریافت‌کنندگان مستقیم خدمت شامل مراکز محلی و تجاری، سازمان‌های خدمات اجتماعی، و بقیه گروه‌هایی که اهداف مشترکی دارند می‌شود. با در کنار هم قرار دادن آدم‌ها، این همکاری‌ها می‌توانند فاصله‌های نسلی، قومی، و فرهنگی را پر کنند، الگوهای قوی برای دانش‌آموزان فراهم کنند، و ساختارهای زیربنایی محله و اجتماع را تقویت کنند.
- دیده‌بانی پیشرفت: برای ارزیابی کیفیت یادگیری خدمت‌محور و دیده‌بانی موفقیت، شرکت‌کنندگان یادگیری پروژه محور در طول فعالیت مدارکی را که نشان‌دهنده پیشرفتشان به سمت هدف است و نتایج کارشان را از منابع مختلف جمع‌آوری می‌کنند. آن‌ها این مدارک دستاوردهایشان را با محله و اجتماع (ازجمله تصمیم‌گیرندگان محلی و مسئولان آموزشی) در میان می‌گذارند تا فهم عمومی از یادگیری خدمت‌محور را عمیق‌تر کنند و اطمینان حاصل کنند که فعالیت‌های باکیفیت ادامه خواهد داشت.
- استمرار و شدت: یادگیری خدمت‌محور باید استمرار و شدت کافی داشته باشد تا به نیازهای محلی بپردازد و به اهداف پروژه دست یابد. به عیارت دیگر، باید به جوانان زمان کافی برای تحقیق در مورد نیازهای محله، آماده شدن برای خدمت، انجام کار، بازاندیشی مرتب دربارهٔ پروژه، نمایش یادگیری و تأثیرات پروژه، و تقدیر از دستاوردها بدهد. یادگیری خدمت‌محور وقتی بهترین اثر را دارد که در زمان‌های مشخص در طول چندین هفته یا ماه انجام شود.

## نمونه‌هایی از یادگیری در خدمت
(برگرفته از وبسایت یادبگیر و خدمت کن)
اگر دانش‌آموزان یک مدرسه به جمع‌آوری آشغال از جوی، نهر، یا رودخانه محله‌شان بپردازند می‌توانند به عنوان داوطلبان محلی خدمت شایانی به اجتماع و محله‌شان بکنند. این کار یک خدمت اجتماعی است. اگر همین دانش‌آموزان در کلاس علوم به بررسی آلاینده‌های آب و آزمایش آن‌ها بپردازند یادگیری اتفاق افتاده. با ترکیب این دو فعالیت، می‌توان به یک پروژه یادگیری خدمت‌محور دست یافت. اگر دانش‌آموزان پس از جمع‌آوری آلاینده‌ها به بررسی و تحلیل یافته‌هایشان بپردازند و منابع احتمالی این آلودگی را پیدا کنند و نتایج کارشان را با اعضای دیگر محله در میان بگذارند در واقع درگیر یک پروژه یادگیری خدمت‌محور واقعی شده‌اند.
در مثال فوق، علاوه بر انجام یک خدمت به محله، دانش‌آموزان دربارهٔ کیفیت آب و آزمایش آن یادمی‌گیرند، فهمشان از مسائل مربوط به آلودگی بیشتر می‌شود، و مهارت‌های ارتباطیشان را تقویت می‌کنند. آن‌ها ممکن است در طول این پروژه علاقه شخصیشان را به علوم تجربی، محیط زیست، سیاستگذاری عمومی یا رشته‌های دیگر نیز کشف کنند. در نتیجه هم دانش‌آموزان و هم محله درگیر یک تجربه متحول‌کننده بوده‌اند.
برای مثال در منطقه‌ای که احتمال وقایع طبیعی مثل سیل یا زلزله زیاد است دانش آموزان می‌توانند نتایج فجایع طبیعی را بررسی کنند و وسیله‌ای بسازند که در صورت وقوع حادثه برای اعضاء محله مفید باشد. آن‌ها همین‌طور می‌توانند سمینارهای آموزشی برای افراد محله‌شان برگزار کنند.
پروژه دیگر می‌تواند دربارهٔ اثرات تغذیه ضعیف و عدم ورزش روی سلامتی باشد. دانش آموزان می‌توانند آموخته‌هایشان را با برگزاری نمایشگاه‌های سلامتی، نوشتن یک کتاب آشپزی سالم، و افتتاح یک غرفه فروش سبزی و میوه برای مدرسه و محله در عمل پیاده کنند.

## معرفی تعدادی از موسسات فعال در زمینه یادگیری خدمت‌محور
در ایالات متحده آمریکا موسسات متعددی در زمینه گسترش یادگیری خدمت‌محور و تدوین منابع درسی مربوط به آن فعالیت می‌کنند. این موسسات با جمع‌آوری اطلاعات و برگزاری سمینارها سعی در اطلاع‌رسانی در مورد این روش و فواید آن دارند. آن‌ها همچنین با طراحی دروس و پروژه‌هایی مرتبط با برنامه درسی مدارس برای دانش‌آموزان از سنین مختلف به مدارس و معلمان در پیاده‌سازی این روش آموزشی کمک می‌کنند. نمونه‌هایی از این موسسات در زیر معرفی شده‌اند:
- شبکه آموزشی ایالتی یادگیری خدمت محور پیش دبستانی تا دبیرستان[۵]
- مؤسسه همکاری محلی جیمی و روزلین کارتر[۶]
- اتحاد کانادایی برای یادگیری خدمت محور[۷]
- همکاری ملی برای یادگیری خدمت‌محور[۸]
- یاد بگیر و خدمت کن[۹]
- شورای ملی رهبری جوانان[۱۰]

وبگاه‌های فوق اطلاعات متنوعی در مورد فرضیه‌ها، اهداف، روش‌های پیاده‌سازی، نمونه‌های طرح درس، و نتایج تحقیقات در مورد این روش را در اختیار می‌گذارند.

## پی‌نوشت
1. ↑  Billing, S. H. (2000). Research on K-12 School Based Service Learning: The Evidence Builds. Phi Delta Kaplan, May, 658-664.
2. ↑  «What are the Characteristics of Service-Learning? | National Service-Learning Clearinghouse». بایگانی‌شده از اصلی در ۷ فوریه ۲۰۱۱. دریافت‌شده در ۶ فوریه ۲۰۱۱.
3. ↑  NYLC: Service-Learning's Homepage[پیوند مرده]
4. ↑  «What is Service-Learning? | National Service-Learning Clearinghouse». بایگانی‌شده از اصلی در ۱۳ دسامبر ۲۰۱۱. دریافت‌شده در ۶ فوریه ۲۰۱۱.
5. ↑  «Welcome to the State Education Agency K-12 Service-Learning Network». بایگانی‌شده از اصلی در ۷ ژانویه ۲۰۱۱. دریافت‌شده در ۶ فوریه ۲۰۱۱.
6. ↑  Campus Community Partnership Foundation : A Nonprofit Charity Organization
7. ↑  «Canadian Alliance for Community Service-Learning». بایگانی‌شده از اصلی در ۴ ژانویه ۲۰۱۱. دریافت‌شده در ۶ فوریه ۲۰۱۱.
8. ↑  «National Service-Learning Partnership:». بایگانی‌شده از اصلی در ۲۴ ژانویه ۲۰۱۲. دریافت‌شده در ۶ فوریه ۲۰۱۱.
9. ↑  «National Service-Learning Clearinghouse | America's Most Comprehensive Service-Learning Resource». بایگانی‌شده از اصلی در ۲۸ دسامبر ۲۰۰۹. دریافت‌شده در ۶ فوریه ۲۰۱۱.
10. ↑  «NYLC: Service-Learning's Homepage». بایگانی‌شده از اصلی در ۴ فوریه ۲۰۱۱. دریافت‌شده در ۶ فوریه ۲۰۱۱.